# رونالد جانسين
رونالد جانسين هو قاتل متسلسل بلجيكي، ولد في 6 فبراير 1971 في ماسميخيلين في بلجيكا.